# Bathypogon aoris
Bathypogon aoris là một loài ruồi trong họ Asilidae. Bathypogon aoris được Walker miêu tả năm 1849. Loài này phân bố ở miền Australasia.